# Helena Khan
Helena Khan (bengalisch হেলেনা খান; 23. März 1923 in Kolkatapara, Präsidentschaft Bengalen, Britisch-Indien – 17. März 2019 in Fayetteville, Georgia) war eine bangladeschisch-amerikanische Autorin, die vor allem für ihre Kinder- und Jugendbücher bekannt wurde, aber auch in anderen literarischen Sparten veröffentlichte. Sie wurde 2010 für ihr literarisches Werk mit dem Ekushey Padak ausgezeichnet.

## Leben und Werk
Helena Khan wuchs als das älteste von elf Geschwistern in einem Dorf im Gebiet der heutigen Division Mymensingh auf. Sie studierte in Kalkutta am Lady Brabourne College, wo sie mit einem Bachelor of Arts abschloss. Weitere Abschlüsse in Englischer Literatur und Erziehung erhielt sie 1951 und 1952 von der University of London. Helena Khan begann das Schreiben mit Romanen und Erzählungen für Erwachsene, bekannt wurde sie aber vor allem für ihre Kinder- und Jugendbücher. Neben ihrer schriftstellerischen Tätigkeit war sie auch als Lehrerin tätig, sie war im Laufe ihres Lebens Direktorin an verschiedenen Schulen in Bangladesch. 1963 zog sie sich aus dem Berufsleben zurück und konzentrierte sich ganz auf das Schreiben. Sie veröffentlichte unter anderem auch in den bengalischen Frauenzeitschriften Begum und Lalona. Insgesamt wurden mehr als 80 Bücher von ihr veröffentlicht, darunter auch Reisebeschreibungen und eine Autobiographie. Helena Khan lebte von 1992 an immer wieder für längere Zeit in den USA und erhielt 2004 die amerikanische Staatsbürgerschaft. Sie starb 2019 in Fayetteville und wurde dort auch beigesetzt.

## Auszeichnungen
- 2001: Bangladesh Shishu Academy Purashkar
- 2008: Bangla Academy Award
- 2010: Ekushey Padak